# Cortispongilla syriaca
Cortispongilla syriaca är en svampdjursart som beskrevs av Renata Manconi 2002. Cortispongilla syriaca ingår i släktet Cortispongilla och familjen Malawispongiidae.
Artens utbredningsområde är havet utanför Syrien. Inga underarter finns listade i Catalogue of Life.